# Mannheimer Zentrum für Europäische Sozialforschung

Früheres Logo des MZES, verwendet bis 2012.

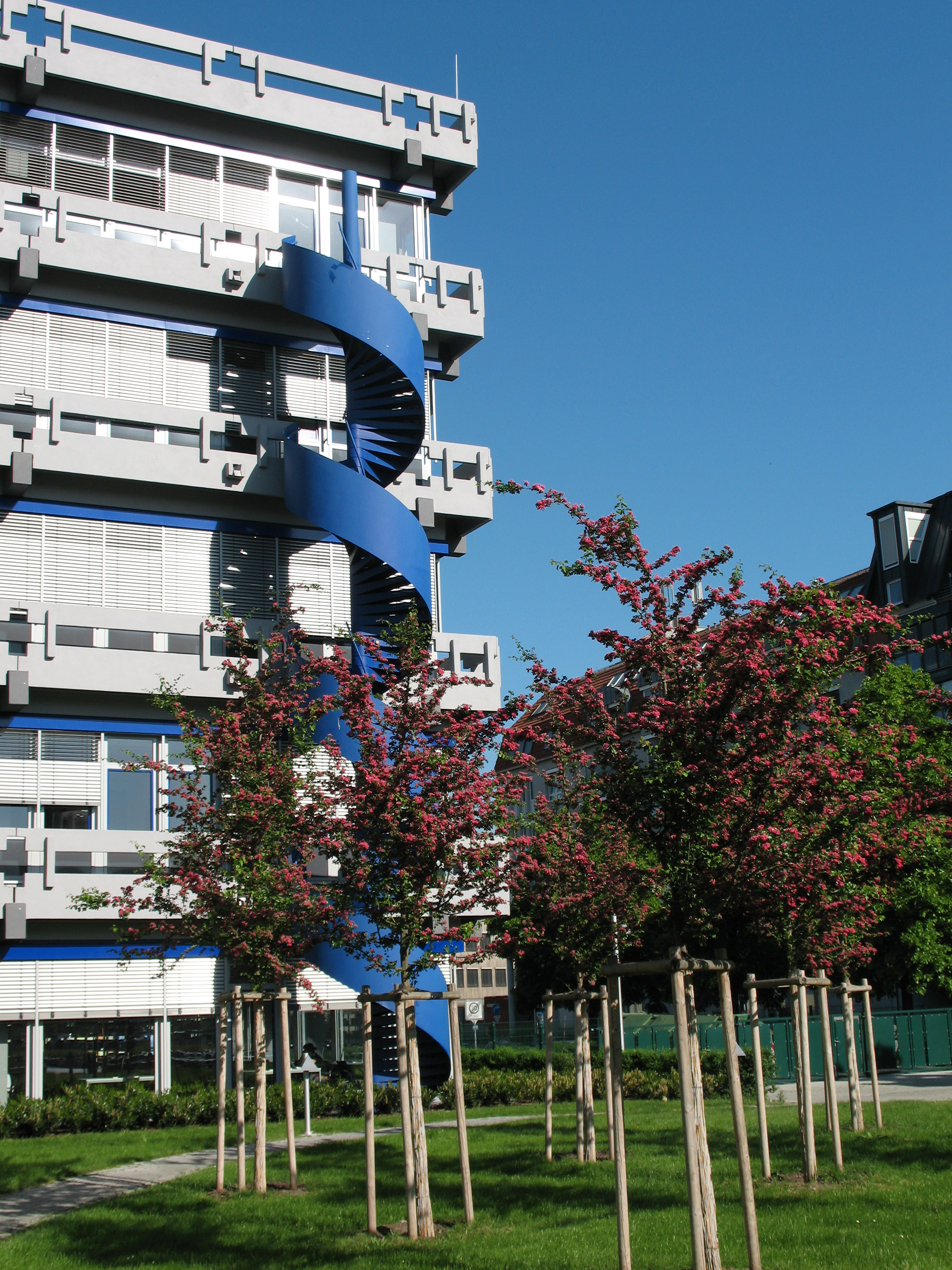
Hauptgebäude des MZES im Quadrat A5

Das Mannheimer Zentrum für Europäische Sozialforschung (MZES) ist ein 1989 gegründetes interdisziplinäres Forschungsinstitut der Universität Mannheim. Es ist im Mannheimer Quadrat A5 unweit des Mannheimer Schlosses untergebracht.
Das Institut widmet sich der Erforschung der gesellschaftlichen und politischen Entwicklung Europas. Schwerpunkte liegen in der vergleichenden Europaforschung und der Untersuchung des europäischen Integrationsprozesses. Das MZES betreibt vorwiegend Grundlagenforschung, die durch eingeworbene Drittmittel der Deutschen Forschungsgemeinschaft, Stiftungen für die wissenschaftliche Forschung und die Forschungsförderung der EU finanziert wird. Zudem widmet sich das MZES, das eng mit der Fakultät für Sozialwissenschaften der Universität Mannheim zusammenarbeitet, auch der Ausbildung des wissenschaftlichen Nachwuchses. Derzeit sind am MZES rund 80 Wissenschaftler und etwa 60 wissenschaftliche Hilfskräfte beschäftigt, womit es das größte Institut der Universität Mannheim und die größte sozialwissenschaftliche Forschungseinrichtung einer deutschen Universität ist.
Von 1989 bis 1998 gliederte sich das Institut in die vier Arbeitsbereiche:
- I Sozialstruktur und Sozialstaat
- II Wahlen und Policy-Forschung
- III Politische und soziale Integration
- IV DDR / Osteuropa (1992 bis 1998)

Im Jahre 1999 wurden die vier Arbeitsbereiche auf zwei reduziert:
- Arbeitsbereich A, Die europäischen Gesellschaften und ihre Integration: seit Dezember 2021 geleitet von dem Soziologen Marc Helbling.
- Arbeitsbereich B, Die europäischen politischen Systeme und ihre Integration: Leiter seit Februar 2023 ist der Politikwissenschaftler Thomas Bräuninger.

Der Direktor und die Leiter der beiden Arbeitsbereiche bilden gemeinsam den Vorstand des Instituts. Der Vorstand und das Institut werden in ihrer Tätigkeit von einem Kollegium beratend begleitet. Das Forschungsprogramm des Instituts wird für drei Jahre erstellt und von einem internationalen wissenschaftlichen Beirat begutachtet. Über die Tätigkeit des Instituts informiert ein Jahresbericht.

## Direktoren und Geschäftsführer
Der Direktor (bis 1999: Geschäftsführender Direktor) wird für eine Amtsdauer von drei Jahren vom Kollegium des Instituts gewählt.
- Peter Flora 1989–1992 Gründungsdirektor, Soziologe
- Franz Urban Pappi 1993–1995, Politikwissenschaftler
- Peter Flora 1996–1998, Soziologe
- Jan W. van Deth 1999–2001, Politikwissenschaftler
- Walter Müller 2002–2004, Soziologe
- Wolfgang C. Müller 2005–2007, Politikwissenschaftler
- Bernhard Ebbinghaus 2008–2011, Soziologe
- Rüdiger Schmitt-Beck 2011–2014, Politikwissenschaftler
- Frank Kalter 2014–2017, Soziologe
- Marc Debus 2017–2020, Politikwissenschaftler
- Irena Kogan 2020–2023, Soziologin
- Sabine Carey 2023–, Politikwissenschaftlerin

Die Direktoren werden bei ihrer Tätigkeit vom Geschäftsführer (bis 1999: Geschäftsführender Assistent) unterstützt. In dieser Funktion amtierten von 1989 bis 1997 Andreas Weber und von 1998 bis 2009 Reinhart Schneider. Seit 2010 ist Philipp Heldmann Geschäftsführer.